# Figanières
Figanières település Franciaországban, Var megyében. Lakosainak száma 2683 fő (2022. január 1.). Figanières Draguignan, Callas, Châteaudouble, Montferrat és La Motte községekkel határos.

## Népesség
A település népességének változása:
| Lakosok száma | 2594 | 2594 | 2655 | 2605 | 2608 | 2623 | 2623 | 2610 | 2683 |
|               | 2013 | 2015 | 2016 | 2017 | 2018 | 2019 | 2020 | 2021 | 2022 |